# Мелик-Авакян, Григорий Георгиевич
Григорий Георгиевич Мелик-Авакян (21 июня 1920, Тбилиси — 23 октября 1994, Москва) — армянский советский кинорежиссёр. Народный артист Армянской ССР (1974).

## Биография
Родился 21 июня 1920 года в Тбилиси.
В 1939 году призван в РККА.
Участник Великой Отечественной войны, награждён орденами и медалями.
Придя с фронта в 1946—1951 годах окончил режиссёрский факультет ВГИКа (мастерская И. А. Савченко).
С 1951 года — режиссёр на киностудии «Арменфильм».
Умер 23 октября 1994 в Москве. Похоронен на Армянском кладбище.

## Фильмография
- 1952 - Воды Севана (совм. с Л. Вагаршяном, документальный)
- 1954 — Мелочь (короткометражный)
- 1957 — Сердце матери
- 1957 — Сердце поет
- 1958 — О чём шумит река
- 1961 — Перед рассветом
- 1963 — Поет Гоар Гаспарян (фильм-концерт)
- 1965 — Семь песен об Армении (документальный)
- 1966 — Марш (новелла в киноальманахе «Люди нашего города»)
- 1969 — Весна, выпал снег… (короткометражный)
- 1970 — Отзвуки прошлого
- 1973 — Последний подвиг Камо (совм. с С. Кевороковым)
- 1976 — Багдасар разводится с женой
- 1979 — Умри на коне
- 1983 — Цена возврата
- 1985 — Яблоневый сад
- 1986 — Пока живём

## Награды и звания
Фронтовые награды: Орден Красной Звезды (20.02.1945), медали «За оборону Одессы» (1942), «За оборону Кавказа» (1944), «За взятие Будапешта» (1945), «За победу над Германией» (1945), а также Орден Отечественной войны II степени (1985).
Заслуженный деятель искусств Армянской ССР (1966), Народный артист Армянской ССР (1974).

## Семья
Сын — Константин Григорьевич Мелик-Авакян — деятель кинематографии, продюсер, в 2001—2005 годах директор РЦСДФ. Внучка — актриса Дарья Калмыкова.